# 7272 Дербідіар
7272 Дербідіар (7272 Darbydyar) — астероїд головного поясу, відкритий 21 лютого 1980 року.
Тіссеранів параметр щодо Юпітера — 3,306.